# Конституционное собрание
Конституционное собрание — учредительный орган Российской Федерации.
Аналогичные органы широко известны мировой конституционной практике прошлого и настоящего под различными названиями: Учредительное собрание, Конституционная ассамблея и т. п.
Согласно Конституции Российской Федерации 1993 г. (ст. 135), Конституционное собрание созывается в соответствии с федеральным конституционным законом (который не принят до сих пор) в случае, если предложение о пересмотре положений глав 1, 2 и 9 Конституции Российской Федерации (соответственно, «Основы конституционного строя», «Права и свободы человека и гражданина», «Конституционные поправки и пересмотр Конституции») будет поддержано 3/5 голосов от общего числа членов Совета Федерации и депутатов Государственной Думы.
К ведению Конституционного собрания относятся:
1. подтверждение неизменности Конституции Российской Федерации;
2. разработка проекта новой Конституции Российской Федерации;
3. принятие проекта новой Конституции России 2/3 голосов от общего числа членов Конституционного собрания;
4. вынесение проекта новой Конституции России на всенародное голосование;
5. установление порядка вступления в силу новой Конституции России.

Состав и основы порядка работы Конституционного собрания в соответствии с Конституцией Российской Федерации определяются специальным федеральным конституционным законом, который до сих пор не принят, хотя проекты такого закона вносились в Государственную Думу ещё в 1997, 1998, 2000, 2007, 2020 и 2024 гг.
5 марта 2012 года Президент Российской Федерации Дмитрий Медведев поручил Администрации Президента Российской Федерации до 20 марта 2012 года представить предложения по подготовке проекта федерального конституционного закона о созыве Конституционного собрания.

## Проект Лукьянова (1997)
Автором проекта был последний председатель Верховного Совета СССР Анатолий Лукьянов, который поддержали Геннадий Зюганов, Николай Харитонов и Николай Рыжков. 5 декабря 2000 года проект был отозван субъектом законодательной инициативы (то есть самими депутатами).
Проект закона о Конституционном собрании, внесённый в Государственную думу 19 марта 1997 года, базировался на следующих положениях:
- Членами Конституционного собрания являются президент Российской Федерации, члены Совета Федерации, депутаты Государственной думы, члены президиума Правительства Российской Федерации, судьи Конституционного суда, судьи — члены президиумов Верховного суда и Высшего арбитражного суда Российской Федерации, представители общероссийских объединений (ассоциаций) профессиональных союзов.
- Конституционное собрание заседает в столице РФ — городе Москве.
- Каждое из общероссийских объединений (и ассоциаций) профессиональных союзов выдвигает в члены Конституционного собрания по одному представителю.
- Сопредседателями Конституционного собрания являются председатель Совета Федерации и председатель Государственной думы.
- Конституционное собрание финансируется из средств федерального бюджета в приоритетном порядке.
- Текст принятого за основу проекта Конституции Российской Федерации подлежит незамедлительному официальному опубликованию.
- Граждане и общественные объединения вправе направлять свои замечания и предложения к тексту принятого за основу проекта Конституции Российской Федерации в редакционную комиссию Конституционного собрания либо отдельным членам Конституционного собрания. Срок подачи замечаний и предложений определяется Конституционным собранием.

## Проект Зволинского (1998)
Проект, разработанный депутатом Вячеславом Зволинским, был внесен в Государственную думу 22 июня 1998 года. Он базировался на следующих положениях:
- Делегатами Конституционного собрания являются по должности: президент Российской Федерации, члены Совета Федерации, депутаты Государственной думы, председатель Правительства Российской Федерации, председатели Конституционного, Верховного и Высшего арбитражного суда Российской Федерации, а также представители субъектов Российской Федерации, избранные законодательным (представительным) органом субъекта Российской Федерации тайным голосованием на альтернативной основе из числа кандидатов в делегаты, выдвинутых избирателями субъекта Российской Федерации по согласованию с исполнительным органом данного субъекта Российской Федерации.
- Субъекты Российской Федерации избирают делегатов Конституционного собрания:

1. 5 делегатов от каждого субъекта Российской Федерации при численности населения данного субъекта Российской Федерации до одного миллиона жителей;
2. 10 делегатов при численности населения данного субъекта Российской Федерации более одного миллиона жителей;
3. 15 делегатов — г. Санкт-Петербург;
4. 25 делегатов — г. Москва.

- Место проведения заседаний Конституционного собрания определяется указом президента Российской Федерации.

Проект Закона совершенно не регулировал процедуру разработки и принятия Конституции, касаясь в основном организационных вопросов деятельности Конституционного собрания. 30 октября 2001 года проект закона отозван субъектом законодательной инициативы.

## Проекты Володина и Ковалева (2000)
Первый вариант был внесён в Государственную думу 30 июня 2000 года Вячеславом Володиным, Еленой Мизулиной (через 12 лет отозвала свою подпись), Борисом Надеждиным, Валерием Крюковым и Анатолием Лукьяновым. Документ обсуждался в парламенте 12 лет и был отклонен в сентябре 2012 года.
Он базировался на следующих положениях:
- Членами Конституционного собрания по должности являются президент Российской Федерации, члены Совета Федерации, судьи Конституционного суда Российской Федерации, председатель Верховного суда Российской Федерации и председатель Высшего арбитражного суда Российской Федерации.
- Государственная дума назначает 100 членов Конституционного собрания из числа депутатов Государственной думы. При этом состав членов Конституционного собрания, назначенных Государственной думой, должен соответствовать составу Государственной думы по составу депутатских объединений и по числу депутатов, избранных по общефедеральному и одномандатным избирательным округам. В состав членов Конституционного собрания, назначаемых Государственной думой, входит председатель Государственной думы.
- Президент Российской Федерации назначает сто членов Конституционного собрания из числа граждан Российской Федерации, имеющих высшее юридическое образование и обладающих признанной квалификацией в области права. Предложения о назначении указанных членов Конституционного собрания направляются президенту Российской Федерации государственными органами, общероссийскими общественными объединениями, юридическими научными и образовательными организациями.
- Текст принятого за основу проекта конституции Российской Федерации подлежит немедленному опубликованию.

Граждане и общественные объединения вправе в месячный срок со дня принятия за основу проекта новой Конституции Российской Федерации направлять свои замечания и предложения к тексту принятого за основу проекта новой Конституции Российской Федерации в Редакционную комиссию, в законодательные (представительные) органы государственной власти субъектов Российской Федерации, а также членам Конституционного собрания.
- Возможно вынесение проекта конституции на референдум.

Проект Ковалева был внесен в Государственную думу 8 сентября 2000 года. Он базируется на следующих положениях:
- Конституционное собрание состоит из 450 народных представителей — членов Конституционного собрания, избираемых гражданами Российской Федерации на основе всеобщего равного и прямого избирательного права при тайном голосовании.
- Местом пребывания Конституционного собрания со дня его первого заседания и до истечения срока его полномочий является столица Российской Федерации город Москва.
- Члены Конституционного собрания избираются по двухмандатным избирательным округам (один округ — два депутата), образуемым на основе, единой нормы представительства избирателей на двухмандатный избирательный округ, за исключением избирательных округов, образуемых в субъектах Российской Федерации, в которых число избирателей меньше единой нормы представительства.
- Проект Конституции должен приниматься в четырёх чтениях.
- Проект Конституции может быть вынесен на референдум.

## Проект Алксниса—Бабурина (2007)
Проект был внесен в Государственную думу 2 ноября 2007 года. Он базировался на следующих положениях:
- Членами Конституционного собрания по должности становятся лица, которые на момент принятия постановления Государственной думы о созыве Конституционного собрания являются: а) президентом Российской Федерации; б) представителями в Совете Федерации от исполнительных органов государственной власти субъектов Российской Федерации; в) депутатами Государственной думы; г) членами Общественной палаты Российской Федерации.
- Членами Конституционного собрания становятся граждане Российской Федерации, прекратившие исполнение полномочий президента Российской Федерации.
- Членами Конституционного собрания становятся избранные в порядке, определенном настоящим федеральным конституционным законом: а) представители субъектов Федерации; б) представители государственных академий наук.
- В работе Конституционного собрания принимают участие без права голоса: а) члены Правительства Российской Федерации; б) руководители субъектов Федерации; в) судьи Конституционного, Верховного и Высшего арбитражного суда Российской Федерации; г) генеральный прокурор Российской Федерации и его заместители; д) по одному представителю от каждой зарегистрированной в установленном федеральным законом порядке политической партии.
- Членом Конституционного собрания может быть избран только гражданин Российской Федерации, не имеющий неснятой или непогашенной в установленном порядке судимости, а также членом Конституционного собрания не может быть лицо, имеющее гражданство (подданство) иностранного государства.
- Конституционное собрание проводится в одном из городов федерального значения. Точное место проведения Конституционного собрания определяется в постановлении Государственной думы о созыве Конституционного собрания

Проект закона предполагал, что новая конституция может быть принята на Конституционном собрании двумя третями голосов членов Конституционного собрания. В случае одобрения изменений в конституцию большинством членов Конституционного собрания, но менее двух третей, проект выносился на референдум. При поддержке изменений менее чем половиной членов Конституционного собрания проект изменений в конституцию считался отклонённым.

## Проект Бортко (2017)
В ноябре 2017 года депутат от фракции КПРФ, режиссёр Владимир Бортко внёс свой вариант закона, в основу которого согласно пояснительной записке легли проекты Анатолия Лукьянова и Вячеслава Володина Проект Бортко практически дословно цитирует проект Володина — из состава Конституционного собрания лишь выведен председатель Высшего арбитражного суда, который в 2014 году был объединён с Верховным судом.
Автор проекта предлагал следующим образом поменять Конституцию:
- вписать фразы: «Мы — русский народ и народы Российской Федерации — объединены общей судьбой на своей земле» и «Высшая цель государства — защита личности гражданина, сохранение и умножение численности граждан всех наций и народностей страны»;
- полностью переписать статью 2, в которой человек, его права и свободы провозглашаются высшей ценностью. Предлагаемый вариант — «Отечество, Родина — как содружество народов и равноправных, свободных граждан осуществляющих свои обязанности по отношению к другим, и свою общую ответственность — являются высшей ценностью Российской Федерации. Признание и соблюдение прав и свобод гражданина — обязанность государства».
- изменить девятую статью, в которой говорится о земле и природных ресурсах «как основе жизни и деятельности народов». Предлагаемый вариант — «Природные ресурсы принадлежат народу» и «Никогда и нигде природные ресурсы не принадлежат частным лицам».

В состав нового органа, в котором будет 400 человек, должны войти:
- Президент РФ;
- Судьи Конституционного Суда РФ;
- Председатель Верховного Суда РФ;
- Члены Совета Федерации;
- 100 депутатов Госдумы вместе с её председателем;
- «100 признанных специалистов по вопросам права, назначенных президентом».

## Проект КПРФ (2020)
6 марта 2020 года фракция КПРФ во главе с Геннадием Зюгановым внесла в нижнюю палату проект закона «О Конституционном собрании». В пояснительной записке к данному законопроекту сказано, что он необходим для пересмотра так называемых «защищённых» глав Конституции, устанавливающих основы конституционного строя в стране.
«Конституционное собрание — это особый орган с уникальной компетенцией, это институт высшей (учредительной) власти, который способен переформатировать политическое, экономическое, социальное пространство, изменить существующую модель общественного и государственного устройства, направить страну на новый путь развития» — подчёркивается в документе.
При этом отмечается, что само указание в тексте Конституции на данный орган и необходимость порядка его созыва, в порядке, установленном соответствующим законом, говорит о том, что такой акт обязательно должен быть принят. В противном случае это означало бы необязательность исполнения предписаний основного закона страны, что недопустимо, настаивают разработчики.
Предлагаемое количество членов Конституционного Собрания — 335 человек. Из них:
- 225 — по избранию: избираются в порядке, предусмотренным данным законом;

- 100 — по назначению:
  - 40 назначает Президент Российской Федерации:
    - 20 — ведущих ученых-юристов, выдвинутых от высших юридических учебных заведений;
    - 20 — представителей, выдвинутых от общественных и религиозных организаций;

  - 40 назначает Государственная Дума: из числа депутатов Государственной Думы, пропорционально составу депутатский объединений;
  - 20 назначает Совет Федерации: из числа членов Совета Федерации.
- 10 — по должности:

1. Президент Российской Федерации;
2. Председатель Государственного Совета Российской Федерации;
3. Председатель Совета Федерации;
4. Председатель Государственной Думы Федерального Собрания Российской Федерации;
5. Председатель Правительства Российской Федерации;
6. Председатель Конституционного Суда Российской Федерации
7. Председатель Верховного Суда Российской Федерации;
8. Генеральный прокурор Российской Федерации;
9. Председатель Центральной избирательной комиссии Российской Федерации;
10. Уполномоченный по правам человека в Российской Федерации.

17 июня 2020 проект был возвращён инициаторам в связи с нарушением процедуры внесения законопроекта.
28 октября 2020 года КПРФ вновь внесли исправленный законопроект, однако 13 июня 2023 года он был окончательно отклонён.